# Hanban

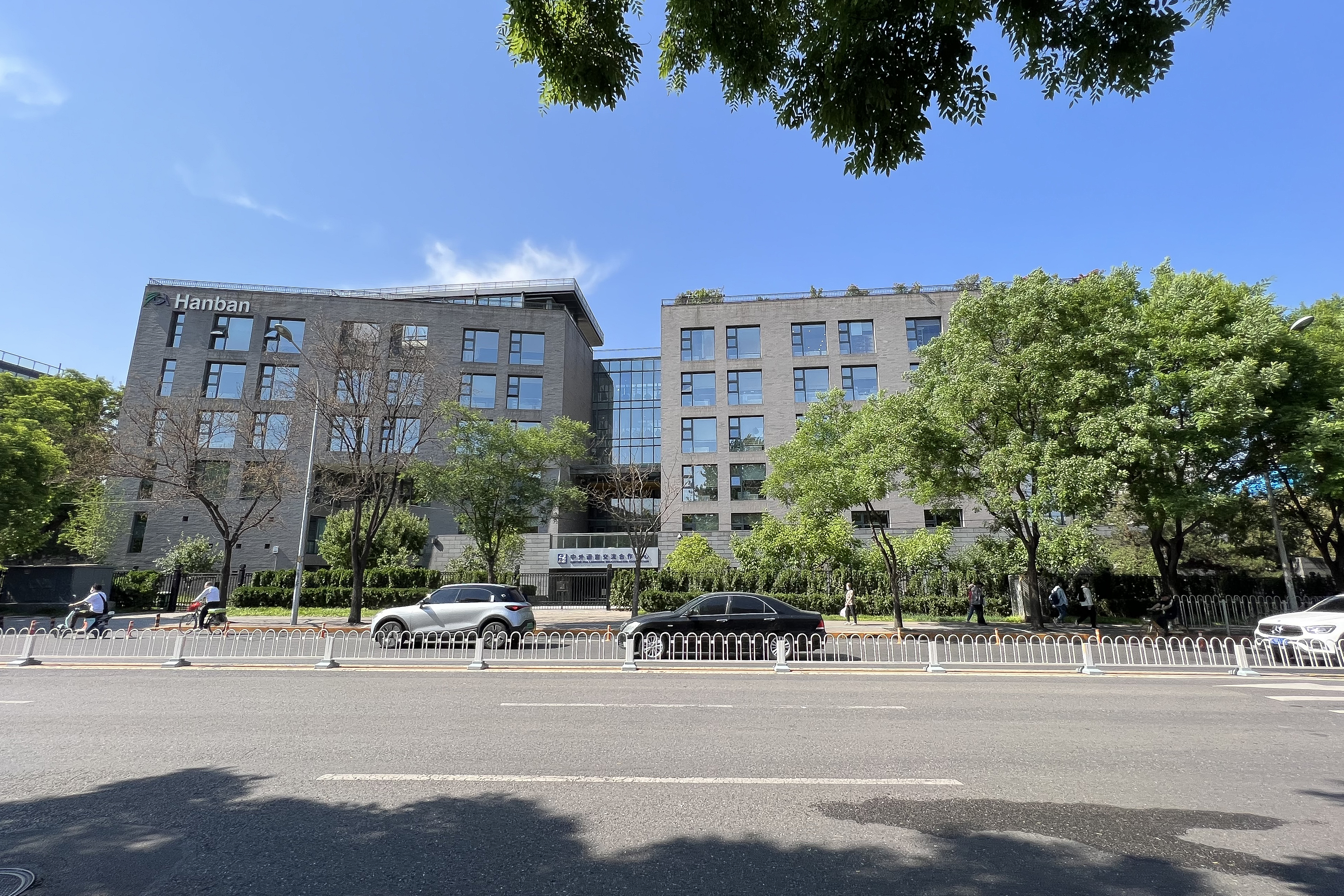
Hanban

Hanban (chinesisch 漢辦 / 汉办, Pinyin Hànbàn – „Chinesisch-Büro“) ist der allgemein gebräuchliche Kurzname für eine außenpolitische Kulturorganisation der Volksrepublik China. Im Staatsapparat ist Hanban dem Bildungsministerium zugeordnet.

## Organisation und Auftrag
Im Leitungsrat von Hanban sind 12 Staatsministerien und Behörden vertreten, insbesondere das State Council Information Office SCIO (das staatliche Pendant zur Propaganda-Abteilung der Kommunistischen Partei) und das Außenministerium, und zwar in der Regel mit den jeweiligen Zuständigen für Auslandspropaganda. Die Vorsitzende dieses obersten Hanban-Gremiums ist Liu Yandong. Die Stellvertreter-Generaldirektor von Hanban ist Ma Jianfei.
Die Aufgaben sind:
- weltweite Verbreitung von chinesischer „soft power“, insbesondere als Gegengewicht zur US-Popkultur
- Verbesserung des Images der Volksrepublik in Nordamerika, Europa und bei asiatischen Nachbarländern
- Förderung und Verbreitung der chinesischen Kultur und Sprache, das heißt der vereinfachten Schriftzeichen der Volksrepublik (im Gegensatz zur traditionellen Schrift aus vorkommunistischer Zeit, die heute noch in Taiwan und Hongkong verwendet wird).

Konkret ist Hanban vor allem die Hauptverwaltung der weltweit über 470 Konfuzius-Institute und 850 Konfuzius-Klassenzimmer, die als Joint-Ventures mit ausländischen Bildungsinstitutionen, meist Universitäten, organisiert sind und von ausländischen Steuerzahlern ko-finanziert werden. Diese Einrichtungen sind nicht zu verwechseln mit den bislang weltweit rund 20 chinesischen Kulturinstituten (Chinese Culture Centres Abroad), die allein von der Volksrepublik finanziert werden und dem Kulturministerium unterstehen. Hanban ist dafür zuständig, Dienstleistungen und Materialien für den Erwerb von chinesischen Sprach- und Kulturkenntnissen zur Verfügung zu stellen und auf Übereinstimmung mit den Gesetzen und Vorschriften der Volksrepublik, das heißt „Marxismus-Leninismus, Mao-Zedong-Gedanken und Deng-Xiaoping-Theorien“, zu überwachen. Die Personalauswahl, die jährlichen Programm-Pläne und die Veranstaltungen der Konfuzius-Institute sind von Hanban zu genehmigen.

## Name
Der Name Hànbàn ist die Kurzform von (chinesisch 國家漢語國際推廣領導小組辦公室 / 国家汉语国际推广领导小组办公室, Pinyin Guójiā Hànyǔ Guójì Tuīguǎng Lǐngdǎo Xiǎozǔ Bàngōngshì – „Staatliches Führungsgruppenbüro für die internationale Verbreitung der chinesischen Sprache“).